# Даніель Сунден-Кульберґ
Даніель Сунден-Кульберґ (швед. Daniel Sundén-Cullberg, 6 квітня 1907 — 27 січня 1982) — шведський яхтсмен.
Бронзовий призер Олімпійських Ігор 1932 року в класі Зоряний.